# Jan Cybis
Jan Cybis (n. 16 februarie 1897, Wróblin, Germania - d. 13 decembrie 1972, Varșovia, Polonia), a fost un pictor și critic de artă polonez, profesor la Academia de Arte Frumoase din Varșovia.
1. 1 2  Jan Cybis, E-teatr.pl
2. 1 2  Jan Cybis, Brockhaus Enzyklopädie, accesat în 9 octombrie 2017
3. ↑  Jan Cybis, SNAC, accesat în 9 octombrie 2017
4. ↑  The Fine Art Archive, accesat în 1 aprilie 2021
5. ↑  Jan CYBIS, Le Delarge
6. 1 2  Marea Enciclopedie Sovietică (1969–1978)[*] Verificați valoarea |titlelink= (ajutor)
7. 1 2  The Fine Art Archive
8. ↑  Jan Cybis, Munzinger Personen, accesat în 9 octombrie 2017
9. ↑  Visuotinė lietuvių enciklopedija
10. ↑  „Jan Cybis”, Gemeinsame Normdatei, accesat în 30 decembrie 2014
11. ↑  Литовская универсальная энциклопедия (în rusă), Visuotinė lietuvių enciklopedija
12. ↑  Internetowa encyklopedia PWN
13. 1 2  „Jan Cybis”, Gemeinsame Normdatei, accesat în 12 martie 2015
14. ↑  Autoritatea BnF, accesat în 10 octombrie 2015
15. ↑  Czech National Authority Database, accesat în 1 martie 2022
16. 1 2  Czech National Authority Database, accesat în 7 noiembrie 2022
17. ↑   https://henrykkobylinski.pl/biografia/ Lipsește sau este vid: |title= (ajutor)